# 拜镇
拜镇（法語：Bais，法語發音：[bɛ]）是法国伊勒-维莱讷省的一个市镇，位于该省东南部，属于富热尔-维特雷区。

## 地理
拜镇（48°0'38"N, 1°17'26"W）面积35.18 平方千米，位于法国布列塔尼大區伊勒-维莱讷省，该省份为法国西北部沿海省份，位于布列塔尼半岛东部，北濒大西洋，西接阿摩尔滨海省和莫尔比昂省，南至大西洋卢瓦尔省，西南端接曼恩-卢瓦尔省，东临马耶讷省，东北与芒什省接壤。
与拜镇接壤的市镇（或旧市镇、城区）包括：托尔塞、多马兰、卢维涅德拜、马尔西耶罗贝尔、穆兰、韦尔热阿勒、维塞什、皮雷-尚塞。

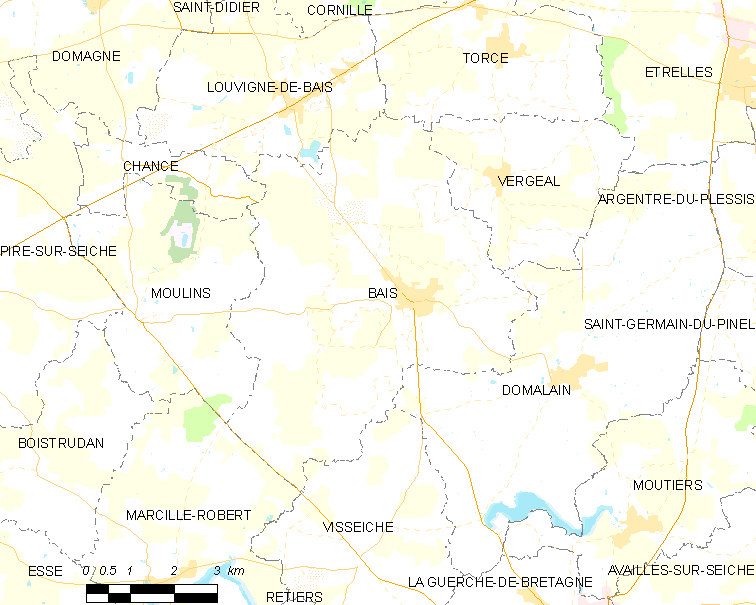
拜镇的OSM定位图

拜镇的时区为UTC+01:00、UTC+02:00（夏令时）。

## 行政
拜镇的邮政编码为35680，INSEE市镇编码为35014。

## 政治
拜镇所属的省级选区为布列塔尼地区拉盖尔什县。

## 人口

1962-2008年间拜镇人口变化图示

拜镇于2022年1月1日时的人口数量为2511人。